# Capparis zeylanica
Capparis zeylanica is een soort uit de familie (Capparaceae). De soort komt voor op het Indisch subcontinent en op het eiland Sri Lanka, in Indochina, Zuid- en Oost-China, Indonesië en de Filipijnen. Het is een klimheester die voorkomt in beboste gebieden.